# Ivana Kobilca

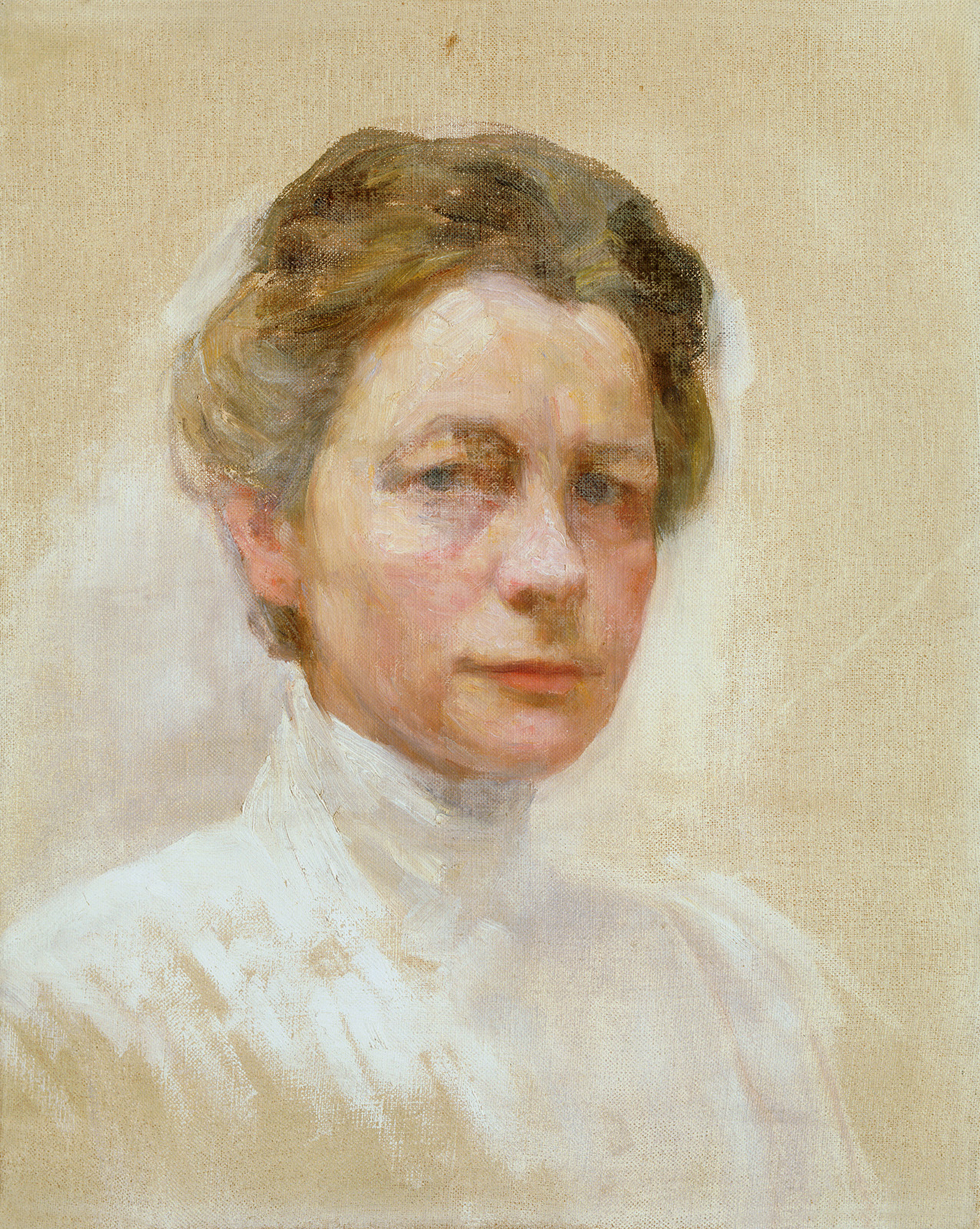
Zelfportret in wit, ca. 1910, National Gallery of Slovenia, Ljubljana

Ivana Kobilca (Ljubljana, 20 december 1861 – aldaar, 4 december 1926) was een Joegoslavisch (Sloveens) kunstschilderes.

## Leven en werk
Kobilca leefde en werkte in verscheidene Europese steden, zoals Wenen, Sarajevo, Berlijn, Parijs en München. Ze was lid van de Société Nationale des Beaux-Arts te Parijs.
Kobilcas vroege werk wordt gerekend tot het realisme, met donkere kleuren. Later tendeerde ze meer naar het impressionisme en werd haar kleurgebruik lichter en fris, vaak met blauwe en roze schakeringen. Het meest bekend werd ze met haar portretten, maar ze schilderde ook stillevens met bloemen en veel stads- en plattelandstaferelen, vaak scenes uit het alledaagse leven van gewone mensen.
Tot haar bekendste portretten behoren Kofetarica (De koffiedrinkster, 1888), Citrarica (De citerspeler), Likarice (Strijkende vrouwen, 1891), Holandsko dekle (Hollands meisje), Portret sestre Fani (Portret van zus Fani, 1889) en Poletje (Zomer, 1889).
Kobilca wordt wel beschouwd als de grootste kunstschilder uit Slovenië. Werk van haar is te vinden in vrijwel alle grote Europese musea en kunstgalerieën. Haar portret stond tot voor kort op het Sloveense bankbiljet van 5000-Tolar.

## Galerij

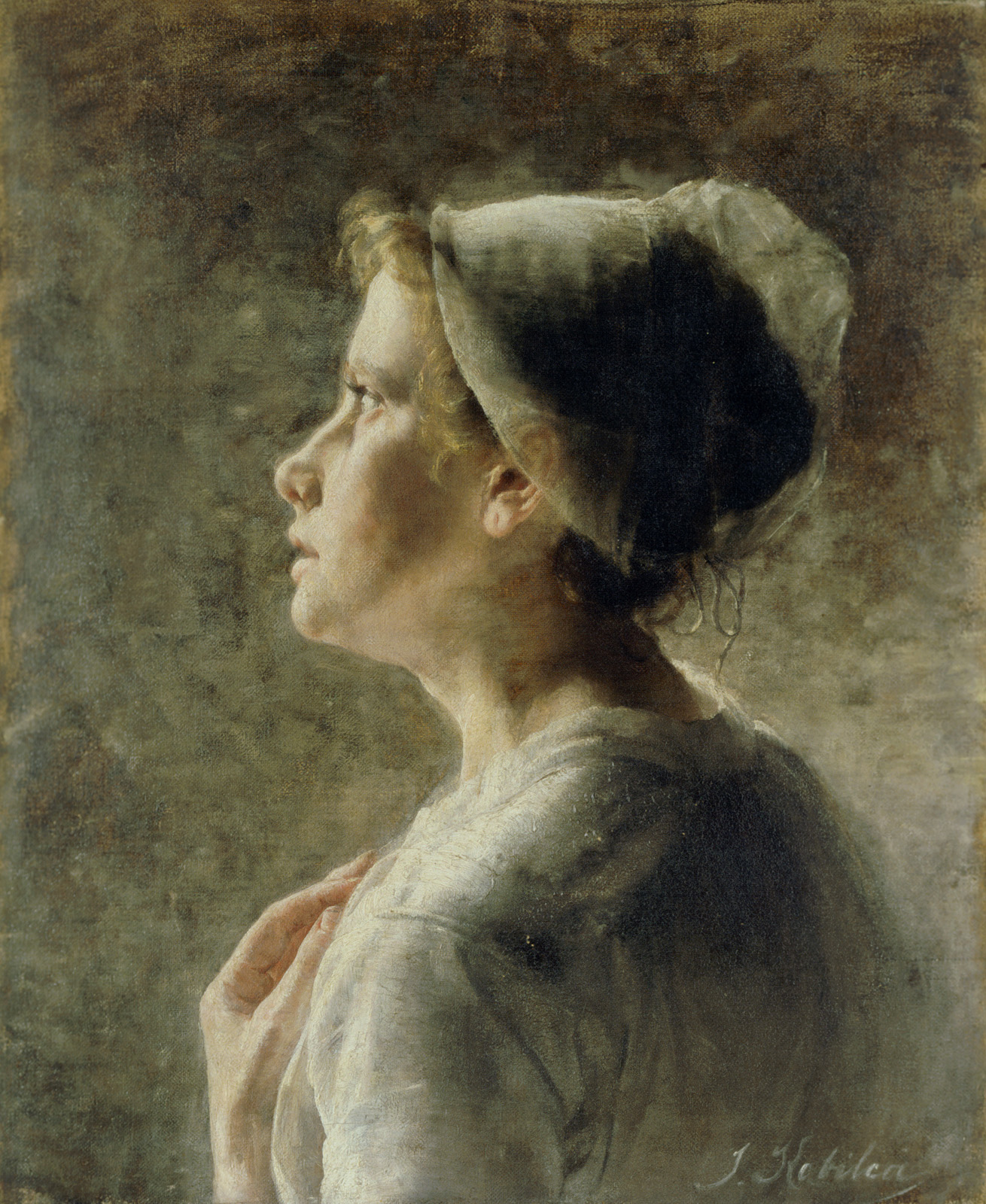
Holandsko dekle (1886, Hollands meisje), National Gallery of Slovenia, Ljubljana
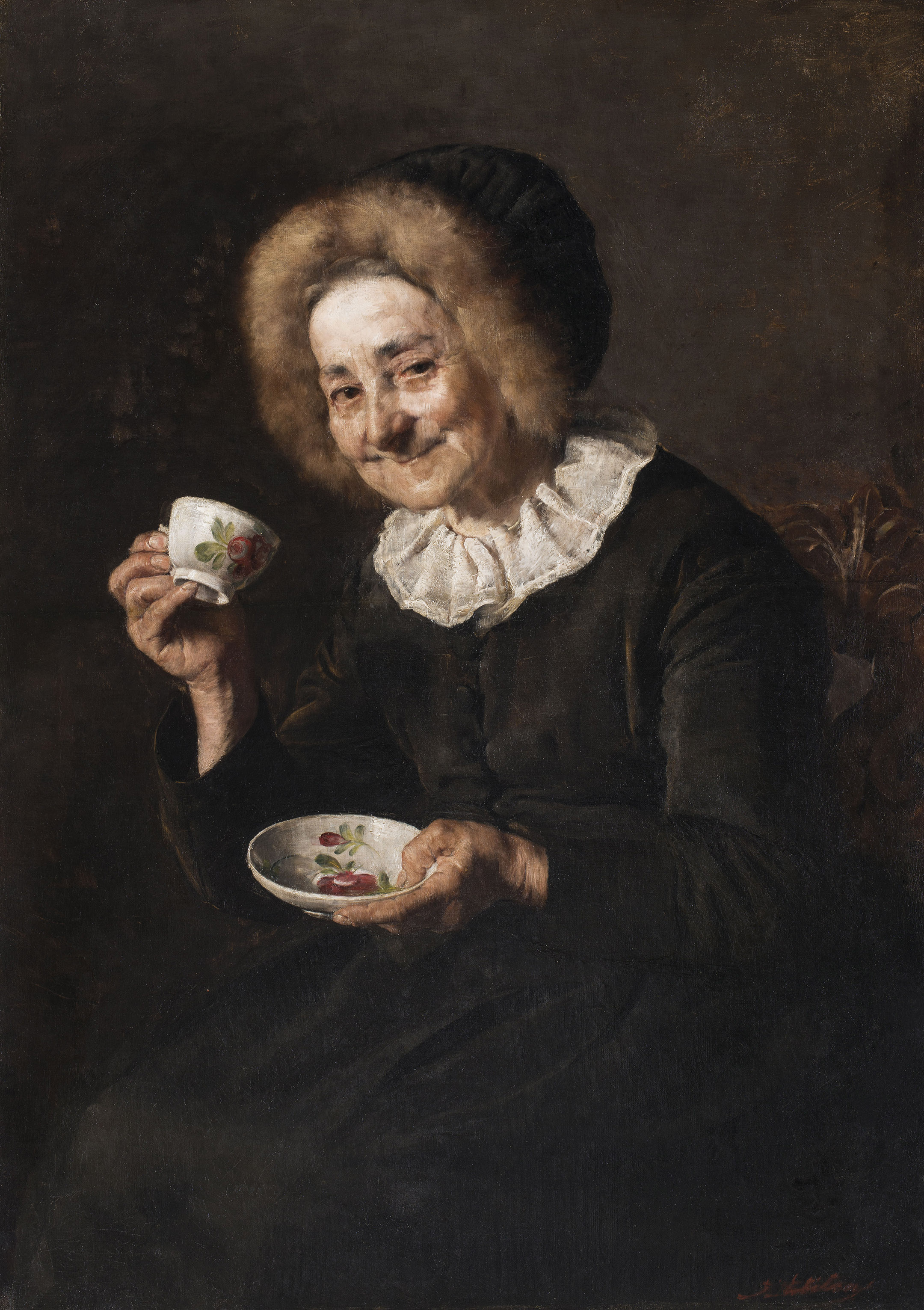
Kofetarica (1888, De koffiedrinkster), National Gallery of Slovenia, Ljubljana
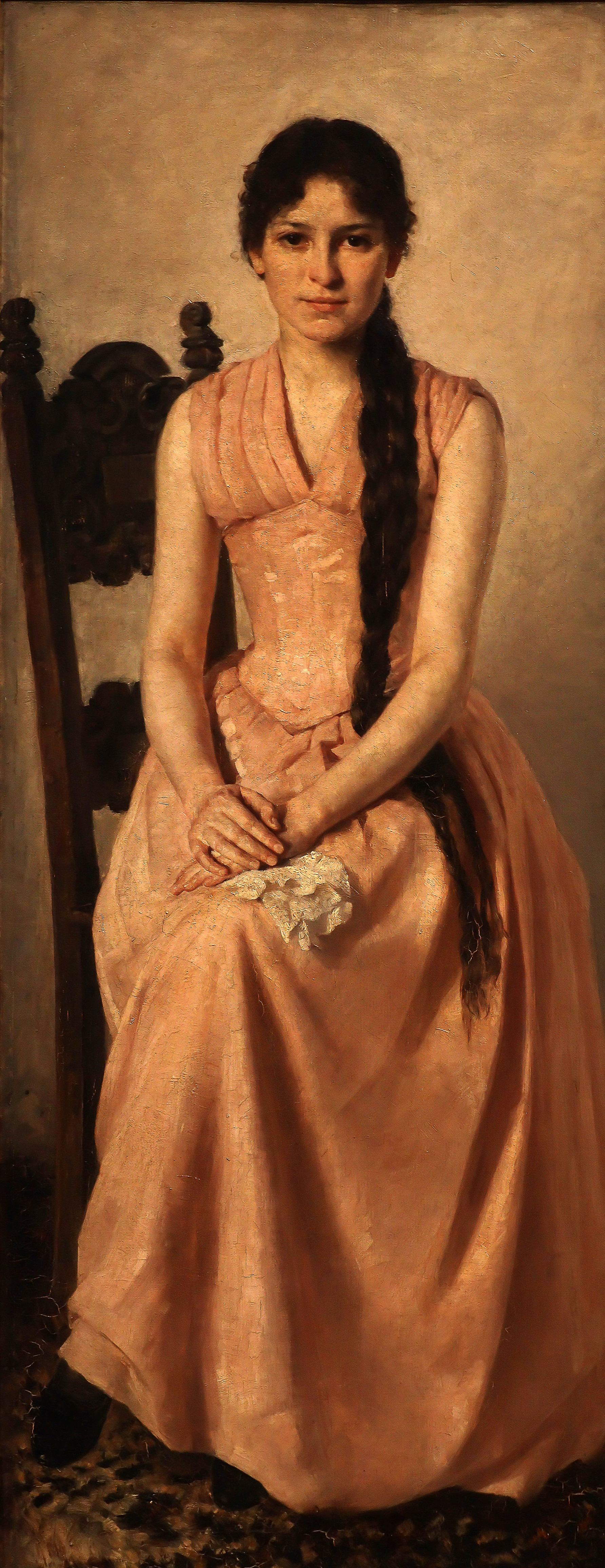
Portret van zus Fani (1889)
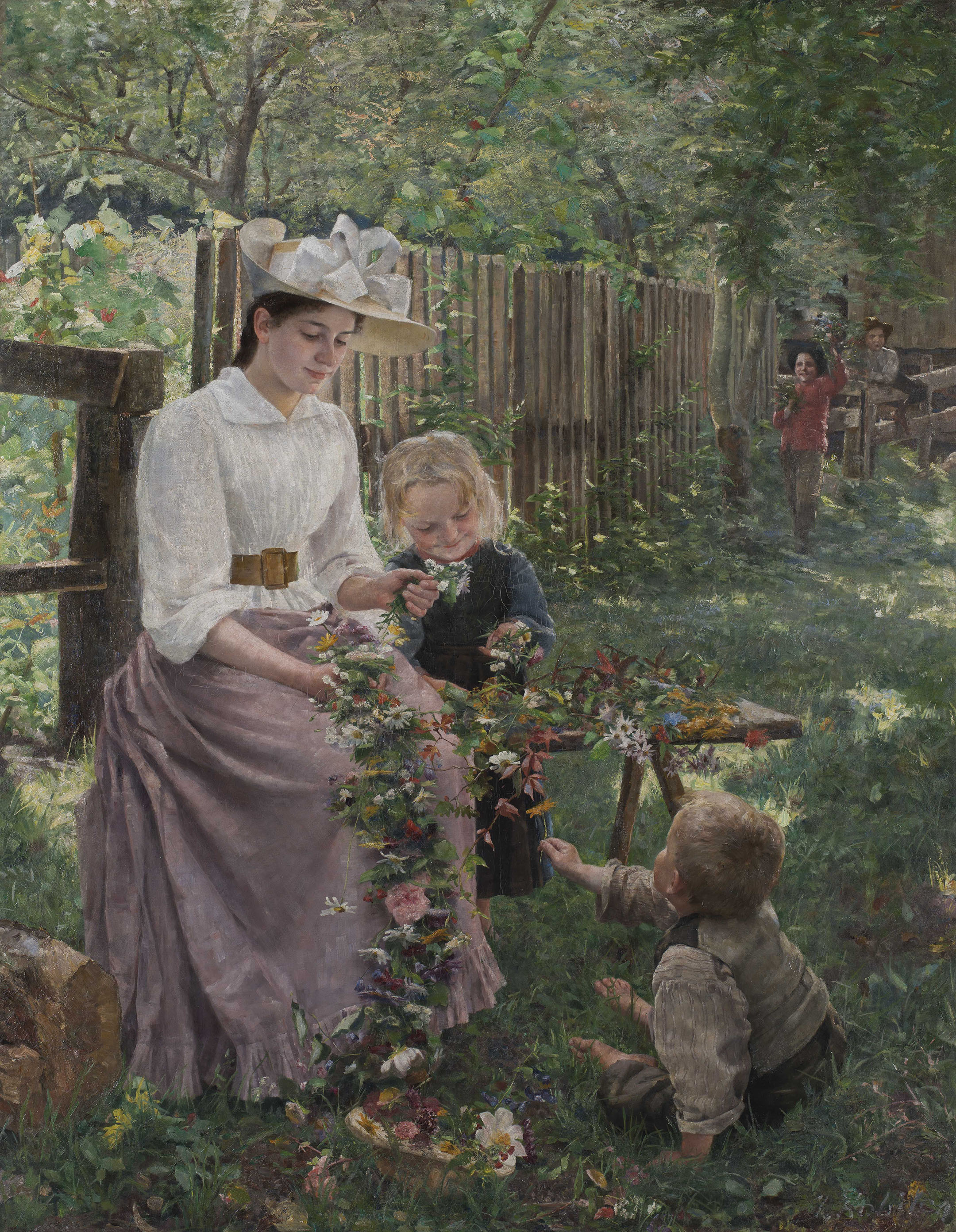
Poletje (1889/90, Zomer), National Gallery of Slovenia, Ljubljana
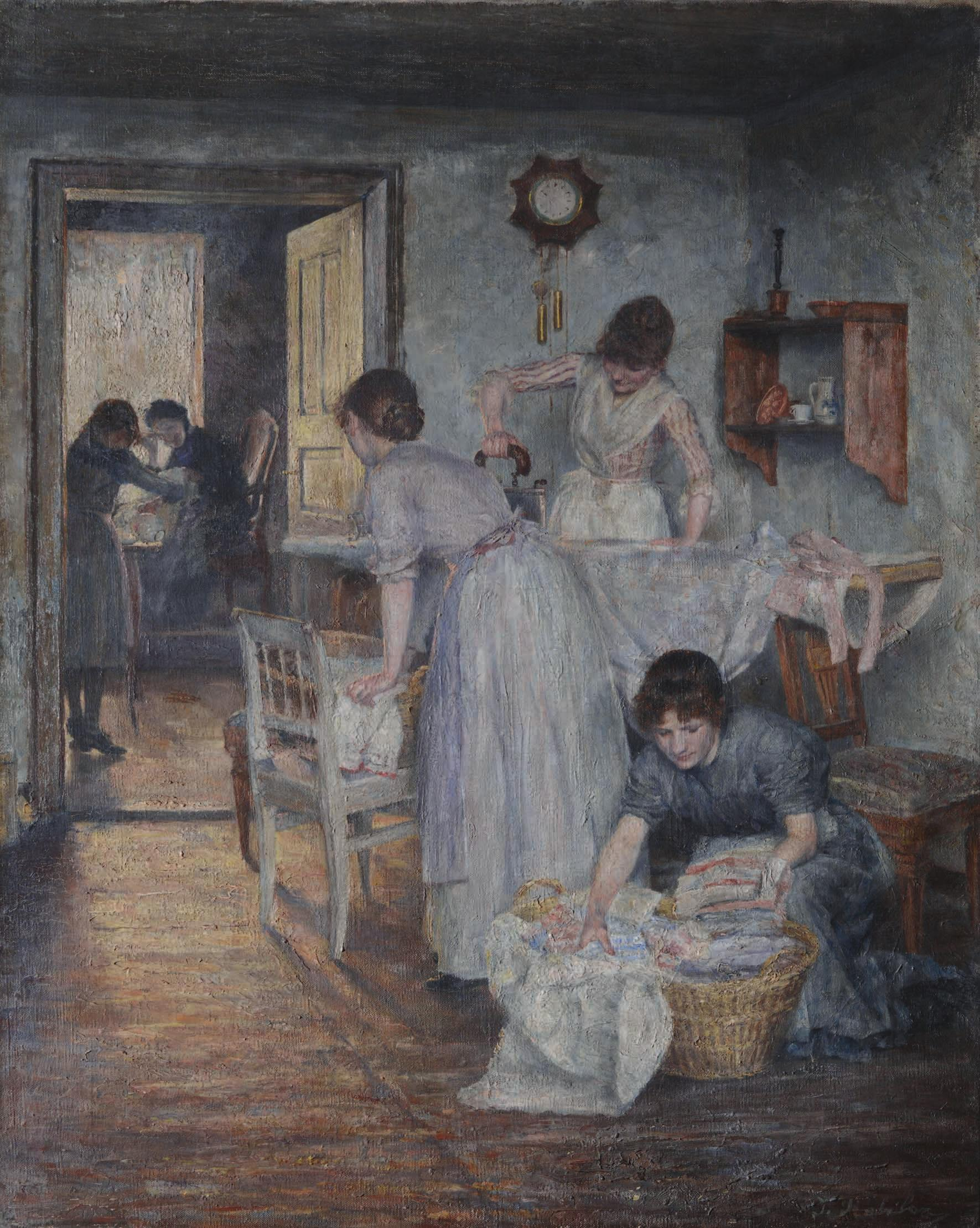
Likarice (1891, Strijkende vrouwen)
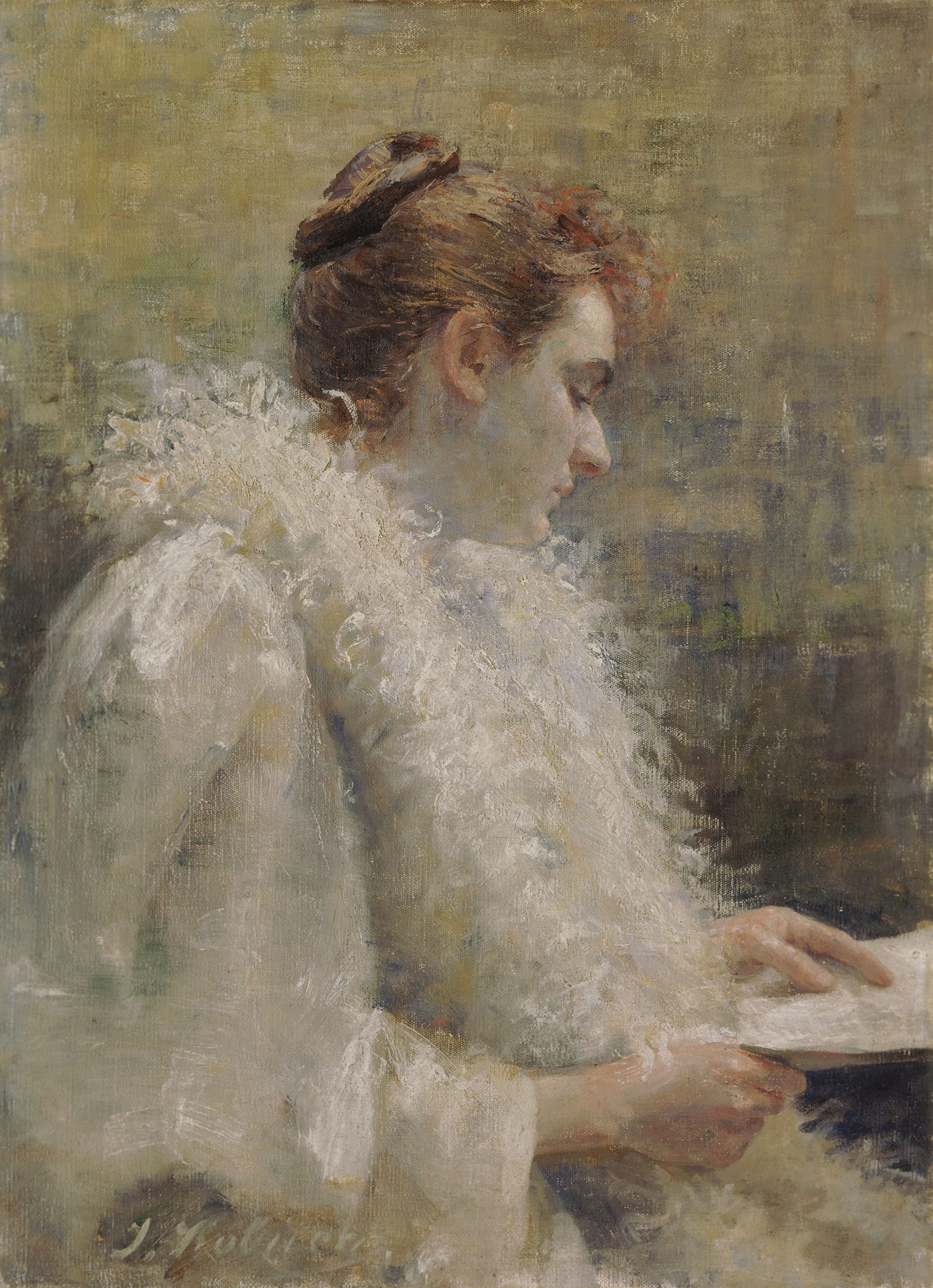
Parijse vrouw met brief (1892/3), National Gallery of Slovenia, Ljubljana

## Weblink
- Ivana Kobilca op Narodna Galerija Slovenia

- Gemeinsame Normdatei: 1013689631
- International Standard Name Identifier: 0000 0001 2211 5771
- Library of Congress Control Number: n79131668
- Nationale Bibliotheek van Tsjechië: js20201079831
- Nationale Bibliotheek van Polen: a0000003055384
- Nederlandse Thesaurus van Auteursnamen: 068408560
- Réseau des bibliothèques de Suisse occidentale: 02-A010103869
- RKD-Nederlands Instituut voor Kunstgeschiedenis: 287255
- Union List of Artist Names: 500086945
- Virtual International Authority File: 60367089
- WorldCat: E39PBJB8xCFxT77mhBQvMvTT73